# روی ادوارد مارکوارت

## رای ادوارد مارکوآرت Roy Edward Marquardt
رای اِدوارد مارکوآرت (به انگليسي Roy Edward Marquardt)، یک مهندس هوافضا بود که در طراحی و تولید رمجت‌ها به شهرت رسید. او شرکت ساخت هواپیمای مارکوآرت که بعداً مارکوآرت کورپوریشن نام گرفت را پایه‌گذاری کرد. بعدها طرح‌ها و محصولات هوافضایی دیگری از آن منشعب شد.
ادوارد مارکوآرت در نوجوانی مجذوب پرواز بود و هواپیماهای مدلی را طراحی و به پرواز درمی‌آورد که با کِش‌های لاستیکی کار می‌کردند. قبل از آن، او هواپیمایی طراحی کرده بود که با پرواز بیش از 30 مایل، برنده مسابقه هواپیمای مدل سنت‌لویس شد.  در دبیرستان، او یک تونل باد را در دبیرستان برلینگتون طراحی کرد و یک دوره در زمینه هوانوردی برگزار کرد.
ادوارد مارکوآرت در سال 1938 در موسسه آموزشی فناوری کالیفرنیا، در ابتدا در رشته هنرهای لیبرال ثبت نام کرد، اما در عرض یک سال، رشته خود را به مهندسی هوانوردی تغییر داده و در سال 1940 مدرک لیسانس گرفت. او تحصیلات خود را ادامه داده و در سال 1942 مدرک کارشناسی ارشد خود را اخذ کرد. او همچنین در دوران تحصیلات تکمیلی در دانشگاه کالیفرنیای جنوبی، به تدریس هوانوردی نیز می‌پرداخت.
ادوارد مارکوآرت در سال 1959 اولین فردی بود که توسط شورای مهندسین در کالیفرنیا، به عنوان مهندس سال انتخاب شد. شورا خاطرنشان کرد که دستاوردها و نوآوری‌های فنی او، معیاری برای سنجش همه نامزدهای آینده خواهد بود.
پس از فارغ التحصیلی در سال 1942، ادوارد مارکوآرت توسط شرکت نورثروپ به عنوان مهندس مسئول تحقیقات نیروی دریایی استخدام شد. ایالات متحده یک پروژه مخفی برای طراحی و ساخت بمب افکنی داشت که بتواند از ایالات متحده به اروپا برسد و بازگردد، زیرا این نگرانی وجود داشت که ممکن است انگلستان سقوط کند و مأموریت‌های بمباران باید از آمریکای شمالی شروع شوند. این مأموریت به پروژه نورتروپ YB-35 طرح «بال پرنده» منجر شد.
به منظور کاهش نیروی پسا(درگ) و افزایش نیروی برآ(لیفت)، موتورها در لبه انتهایی بال نصب می‌شدند و هواپیما از ملخ‌های «هل‌دهنده» استفاده می‌کرد. اجرای این طرح، باعث ایجاد مشکل خنکاری موتورها در حین پرواز شد. مارکوآرت و تیمش مشکل خنکاری را حل کردند و در این فرآیند متوجه شد که گرمای هدر رفته می‌تواند برای تأمین نیروی محرکه اضافی مورد استفاده قرار گیرد. نورث روپ تمایلی به پیگیری این اقدامات نداشت، بنابراین مارکوآرت به موسسه فناروی کالیفرنیا بازگشت.
ادوارد مارکوآرت بر اساس مشاهداتی که در حین کار بر روی مسئله گرما در موتورهای YB-35 کسب کرده بود، موسسه تحقیقاتی کالیفرنیا را متقاعد کرد که برای ساخت یک رمجت که توسط خودش طراحی شده بود، با اداره نیروی هوانوردی قرارداد ببندد. از آنجایی که موسسه تحقیقاتی امکانات تولیدی نداشت، آن‌ها کار را به شرکت مارکوآرت واگذار کردند. مارکوآرت و بعضی از دوستانش، 1000 دلار جمع‌آوری کرده و شرکت هواپیماسازی Marquardt را راه اندازی کردند و پس از آن، پیمانکار فرعی موسسه تحقیقاتی کالیفرنیا شدند.
آن‌ها کار خود را در غرب لس آنجلس شروع کردند. اولین رمجت، یک نمونه کار با قطر 20 اینچ بود که تقریباً به طور کامل با دست ساخته و در سال 1945 به نیروی دریایی تحویل داده شد. بلافاصله پس از آن نیز نیروی هوایی تازه تاسیس شده در ایالات متحده، چندین موتور را خریداری کرده و آن‌ها را ابتدا روی یک موستانگ P-51 و سپس روی یک جت لاکهید P-80 آزمایش کردند. این جنگنده، به اولین پرواز سرنشین‌دار با نیرومحرکه رمجت تبدیل شد.
طراحی‌های رمجت موفقیت‌آمیز بودند و شرکت هواپیمایی مارکوآرت تا پانزده سال بعد به گسترش و رشد خود ادامه داد. رمجت‌ها بزرگ‌تر و سریع‌تر و مانند موشک بومارک(Bomarc CIM-10)، به موشک‌های رهگیر مافوق صوت تبدیل شدند که کلاهک هسته‌ای را حمل کرده و می‌توانستند با سرعت 2.5 ماخ تا ارتفاع 80000 پایی برای مسافت 400 مایلی پرواز کنند. تا سال 1959، فروش شرکت هواپیمایی مارکوآرت به 70،000،000 دلار در سال رسید. در اواخر دهه 1950 و اوایل دهه 1960، شرکت هواپیمایی مارکوآرت با بخش‌هایی در الکترونیک، سفرهای فضایی و موشک‌ها سروکار داشته و رشد و تنوع پیدا کردند. شرکت هواپیمایی مارکوآرت محصولات متنوعی از جمله توربو رمجت‌ها(Ram Air Turbines) موسوم به RATS، موتورهای جت تراست معکوس و سایر محصولات هوافضا و الکترونیکی را تولید کرد.
پس از پایان پروژه موشک بومارک، بازار رمجت‌ها سقوط کرد. زیرا توربوجت‌ها توانایی بیشتری از خود به نمایش گذاشتند. از طرفی نیز، مقامات دولتی تمرکز خود را بر روی موشک‌ها و موشک‌های بالستیک قاره‌پیما متمرکز کردند. با این حال هنوز توسعه رمجت‌ها در مقیاسی اندک، در شرکت مارکوآرت و سایر شرکت‌ها ادامه داشت.
ادوارد مارکوآرت در سال‌های بعد به تمرکز بر تحقیقات برای تنوع بخشیدن به محصولات شرکت مارکوآرت، ادامه داد. این فعالیت‌های گسترده، بر سود مالیات می‌داد(اگرچه شرکت مارکوآرت در طول دوره، سودآور باقی مانده بود)، اما در سال 1964، هیئت مدیره بی‌صبرانه منتظر جایگزین کردن ادوارد مارکوآرت از مدیرعاملی شرکت مارکوآرت شدند تا تمرکز بیشتر بر روی سود تغییر کند. هرچند که ادوارد مارکوآرت به عنوان مدیر عامل ابقا شد، اما رؤیاهای او برای ساخت یک هواپیمای مسافربری با سرعت 6000 مایل بر ساعت و با نیروی پیشرانش رمجت هرگز محقق نشدند و بسیاری از پروژه‌های تحقیقاتی دیگر، توسط هیئت مدیره جدید شرکت، لغو شدند.
ادوارد مارکوآرت ناامید شد. زیرا هیئت مدیره جدید، شروع به فروختن اموال و کالاهای شرکت کرده و پروژه‌های تحقیقاتی که به فعالیت‌های تجاری فعلی مرتبط نبودند را لغو کرد. در سال 1967 او از شرکتی استعفا داد که نام خودش بر روی ان بود. ادوارد مارکوآرت پس از خروج از کار بر روی فعالیت‌های شرکت مارکوآرت، در چندین مؤسسه خیریه در منطقه لس‌آنجلس شروع به فعالیت کرد. رای ادوارد مارکوآرت در 20 اکتبر 1982 بر اثر عارضه قلبی در کالیفرنیا درگذشت.